# Chain of Fools
Chain of Fools é um filme estadunidense de 2000, do gênero comédia, dirigido por Pontus Löwenhielm e Patrick von Krusenstjerna.

## Elenco
- Steve Zahn.... Kresk
- Salma Hayek.... Kolko
- Jeff Goldblum.... Avnet
- Elijah Wood.... Mikey
- Tom Wilkinson.... Bollingsworth
- Lara Flynn Boyle.... Karen